# Xenotrachea chrysochlora
Xenotrachea chrysochlora là một loài bướm đêm trong họ Noctuidae.